# Olsbrücken

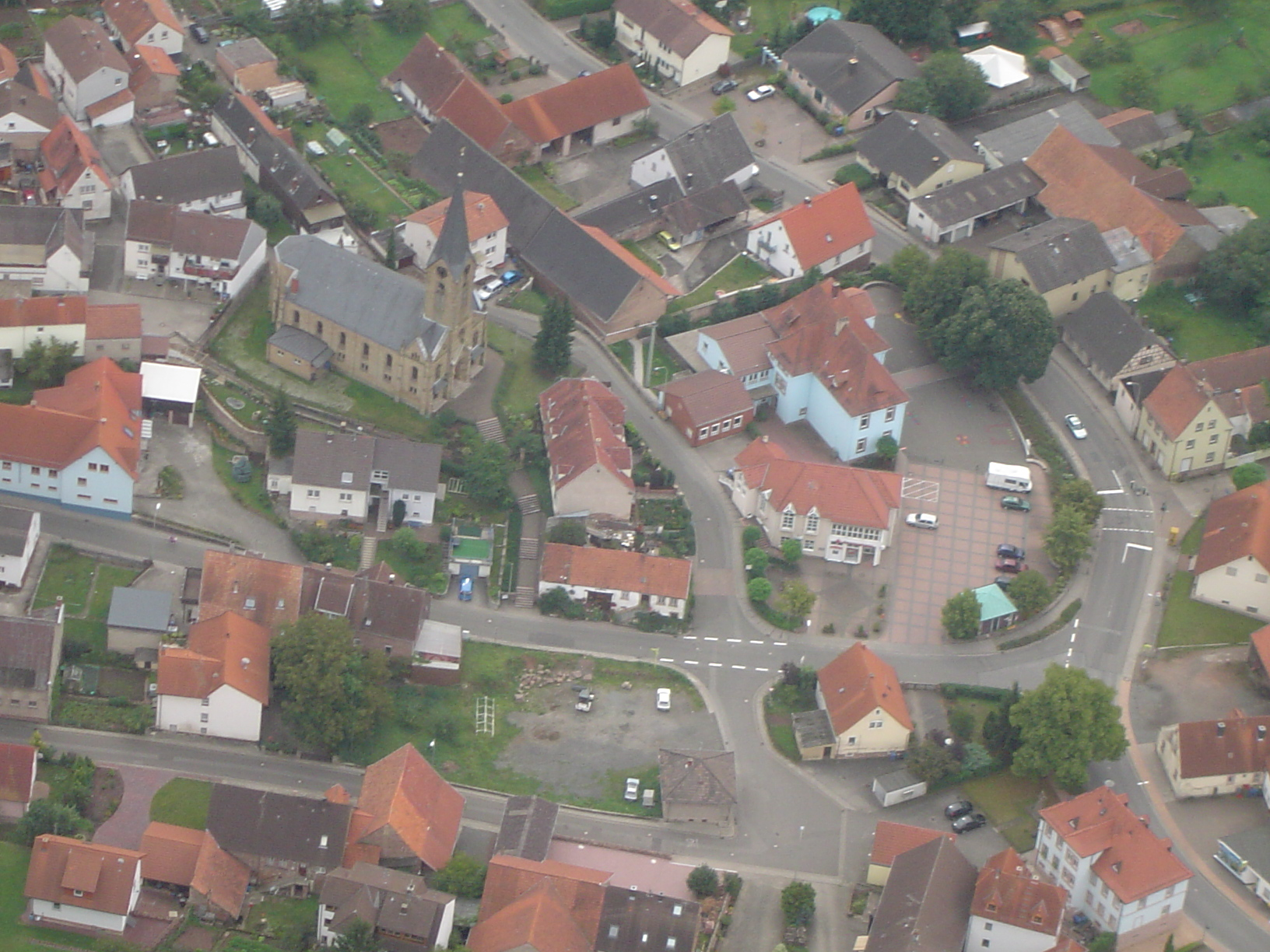
Die Dorfmitte von Olsbrücken aus der Vogelperspektive

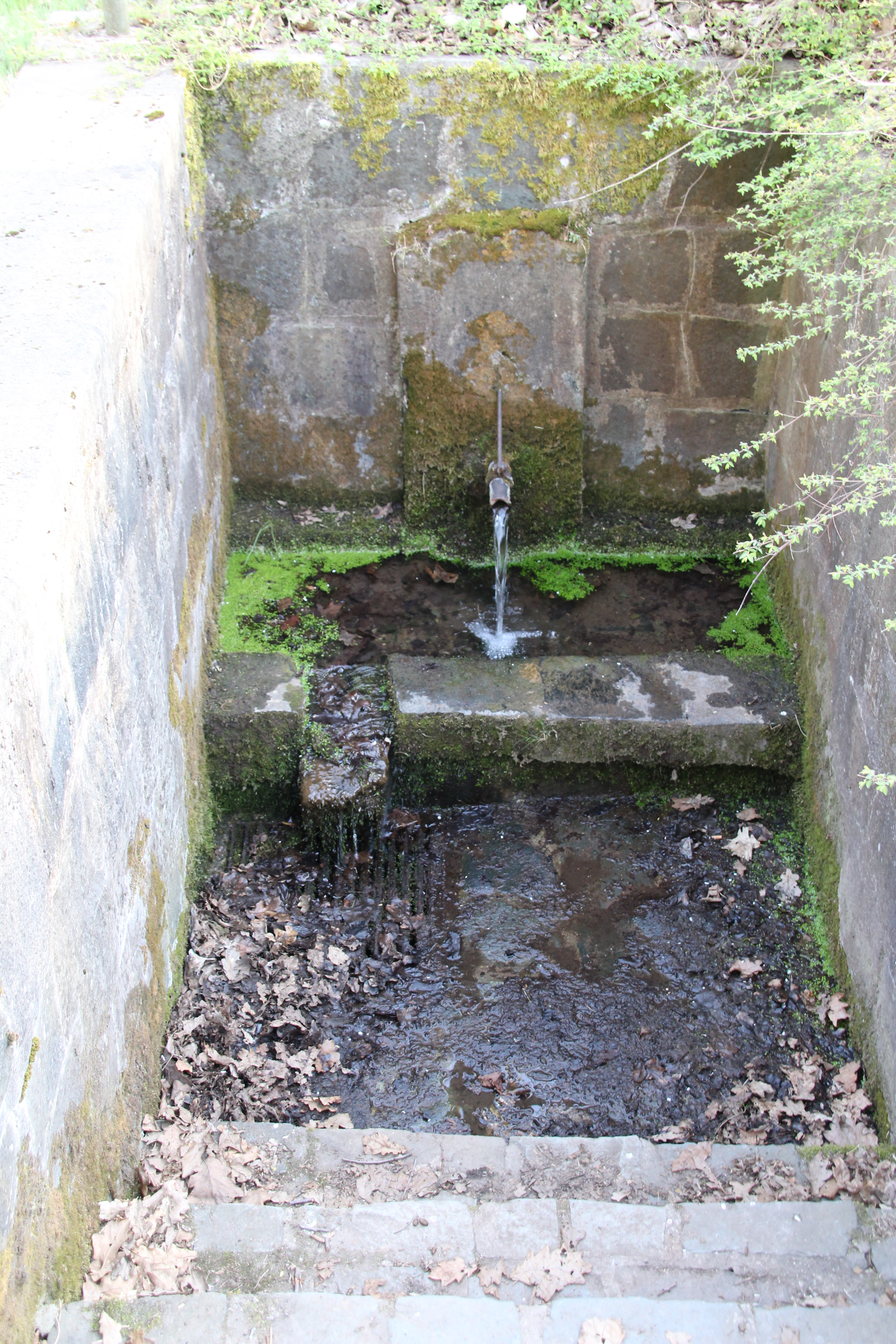
Oppensteiner Brunnen

Olsbrücken ist eine Ortsgemeinde im Landkreis Kaiserslautern in Rheinland-Pfalz. Sie gehört der Verbandsgemeinde Otterbach-Otterberg an.

## Geographie

### Geographische Lage
Olsbrücken liegt im nördlichen Teil des Landkreises Kaiserslautern. Ringsum befinden sich die Hügel des Nordpfälzer Berglandes.

### Nachbargemeinden
Die Gemarkung der Ortsgemeinde grenzt an Kreimbach-Kaulbach im Kreis Kusel im Norden, Wörsbach im Nordosten, Schallodenbach im Osten, Mehlbach im Südosten, Hirschhorn/Pfalz im Süden sowie Sulzbachtal und Frankelbach im Westen.

### Ortsgliederung
Die Olsbrücker Straßen tragen die Namen: Am Berg, Am Hahngraben, Am Rutzenbach, Am Waldhof, Auf den Wingerten, Bachstraße, Bahnhofstraße, Bornweg, Dietenbachstraße, Hauptstraße, Hebelstraße, Hohlstraße, Im Holzgraben, Im Kirschgarten, Kirchweg, Schneidersäcker und Wörsbacher Straße. Die Straße Am Habel existiert zwar, es handelt sich dabei aber um eine Zufahrt zu einem einzelnen Privathaus.
Die Gemarkung der Ortsgemeinde umfasst über 100 Gewannennamen. Viele davon sind der einheimischen Bevölkerung bekannt.
Bestimmend im Ortsbild waren früher die beiden Mühlen, die Neumühle am nördlichen Ausgang des Ortes in Richtung Kreimbach-Kaulbach sowie die etwa einen Kilometer vor dem Ortseingang südlich gelegene Oppensteiner Mühle. Während das Gebäude der Neumühle noch existent ist, wurde die Oppensteiner Mühle Ende der 1970er Jahre Opfer einer Begradigung der örtlichen Bundesstraße. Aus Kaiserslautern kommend in Fahrtrichtung links überdauerten neben der Straße einige Mauerreste der Mühle im Gestrüpp.
Die Bezeichnung „Auf den Wingerten“ belegt einen ehemaligen Weinberg, der sich in der Ortslage befunden haben muss.
Die beiden größeren Wälder auf der Olsbrücker Gemarkung heißen Tierwald und Seiderswald. Im Tierwald befindet sich die eingefasste Quelle des Schlangenbrunnens.

### Erhebungen und Gewässer
Südlich des Siedlungsgebiets erstreckt sich der Oberberg.
Olsbrücken befindet sich im Tal des Flüsschens Lauter, die zugleich die Gemarkungsgrenze zu Frankelbach bildet. Diese nimmt vor Ort von rechts den Rutzenbach und den Holzgraben auf. In letzteren mündet zudem von rechts der Dietenbach. Es existiert vor Ort zudem der Oppensteiner Brunnen.

### Klima
Das Klima der Pfalz ist im Allgemeinen eines der mildesten und sonnenreichsten in Deutschland. Die Westpfalz ist zwar etwas kühler als die Gebiete am Rhein, dennoch gibt es reichlich Sonnenschein. Die Winter sind selten von längeren Perioden mit Schnee und Eis bestimmt.

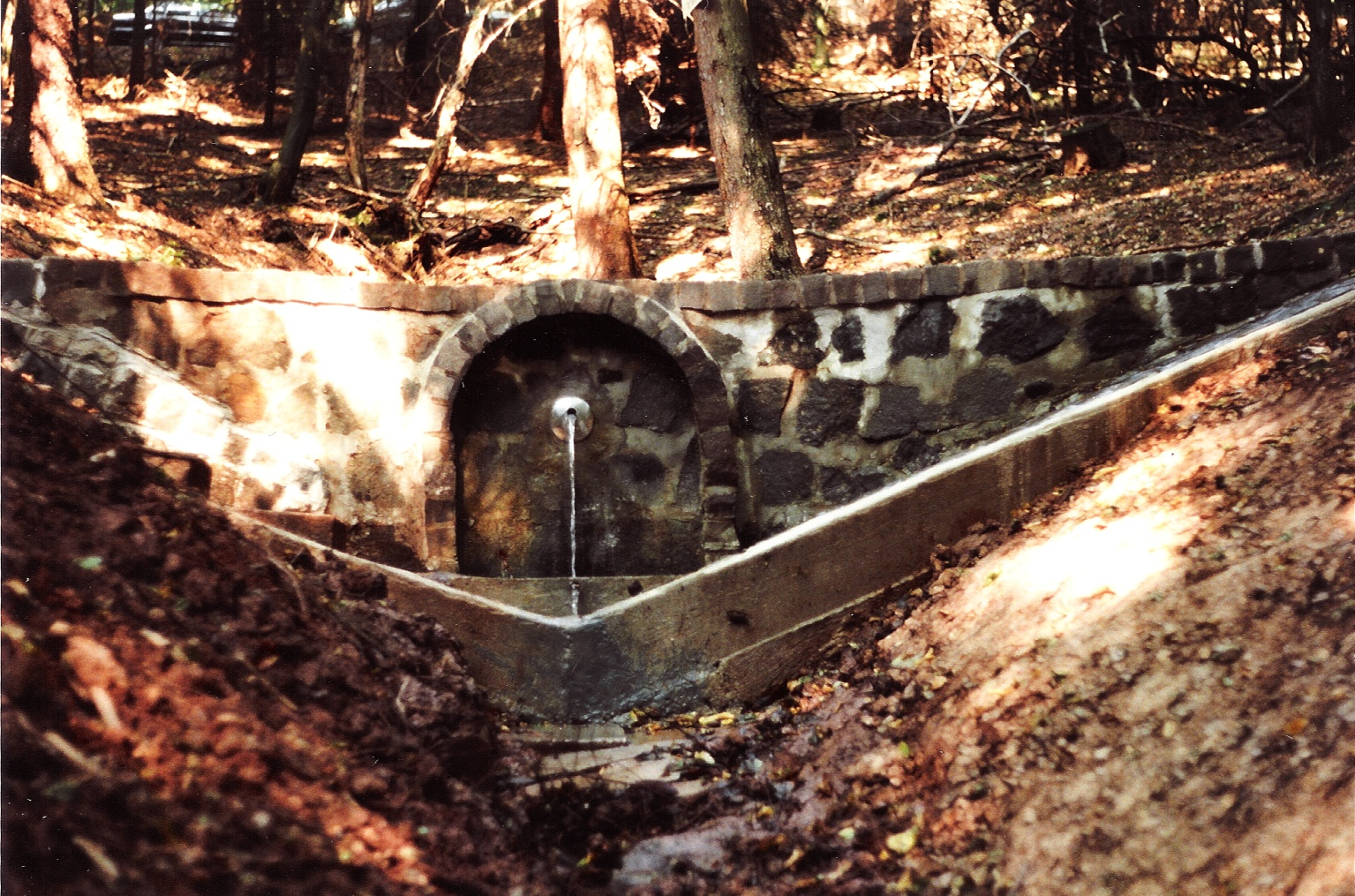
Der Schlangenbrunnen im Olsbrücker Tierwald

## Geschichte
Die Gegend um Olsbrücken war schon in der Römerzeit besiedelt. Über die umliegenden Hügel führte eine Straße, im Nachbarort Kreimbach-Kaulbach gibt es noch Überreste der Heidenburg zu sehen. Im Mittelalter wurde Olsbrücken das erste Mal nachweislich erwähnt. Es wurde mit dem Namen Alsbrucken, dann Holszbrücken und dann Olszbrücken bezeichnet, was darauf hindeutet, dass es wohl Aale in der Lauter gab. Im Dreißigjährigen Krieg, vermutlich um 1635, wurden zwei Dörfer, die zwischen Olsbrücken und dem heutigen Sulzbachtal lagen, völlig zerstört und auch nicht wieder aufgebaut. Olsbrücken hingegen wurde wieder aufgebaut.
Am Ende des 18. Jahrhunderts wurde die westliche Kurpfalz französisch. Napoleon veranlasste umfangreiche Verwaltungsreformen und führte den Code civil ein. Von 1798 bis 1814, als die Pfalz Teil der Französischen Republik (bis 1804) und anschließend Teil des Napoleonischen Kaiserreichs war, war die Gemeinde in den Kanton Otterberg sowie Département du Mont-Tonnerre (Donnersberg) eingegliedert. 1815 gehörte der Ort zunächst zu Österreich. Ein Jahr später wechselte er in das Königreich Bayern. Von 1818 bis 1862 gehörte Olzbrücken – so die damalige Schreibweise – dem Landkommissariat Kaiserslautern an; aus diesem ging das Bezirksamt Kaiserslautern  hervor. Im 19. Jahrhundert emigrierten außerdem viele Pfälzer in die Vereinigten Staaten.
Seit 1939 ist die Gemeinde Bestandteil des Landkreises Kaiserslautern. Nach dem Zweiten Weltkrieg wurde Olsbrücken innerhalb der französischen Besatzungszone Teil des damals neu gebildeten Landes Rheinland-Pfalz. In der Nachkriegszeit entstanden die Neubaugebiete Am Waldhof, Am Rutzenbach, Im Kirschgarten, Holzgraben und zuletzt die Neubaugebiete Auf den Wingerten und Am Friedhof. Im Zuge der ersten rheinland-pfälzischen Verwaltungsreform wurde der Ort 1972 in die neu geschaffene Verbandsgemeinde Otterbach eingegliedert, die zum 1. Juli 2014 mit der Verbandsgemeinde Otterberg zur neuen Verbandsgemeinde Otterbach-Otterberg fusionierte.

## Religion
2012 waren 58,8 Prozent der Einwohner evangelisch und 24,6 Prozent katholisch. Die übrigen gehörten einer anderen Religion an oder waren konfessionslos. Die Katholiken gehören zum Bistum Speyer, die Evangelischen zur Protestantischen Landeskirche Pfalz.

## Politik

### Gemeinderat
Der Gemeinderat in Olsbrücken besteht aus 16 Ratsmitgliedern, die bei der Kommunalwahl am 9. Juni 2024 in einer personalisierten Verhältniswahl gewählt wurden, und dem ehrenamtlichen Ortsbürgermeister als Vorsitzendem.
Die Sitzverteilung im Gemeinderat:
| Wahl | SPD | CDU | FWG | Gesamt   |
| ---- | --- | --- | --- | -------- |
| 2024 | 6   | 3   | 7   | 16 Sitze |
| 2019 | 8   | 5   | 3   | 16 Sitze |
| 2014 | 7   | 6   | 3   | 16 Sitze |
| 2009 | 6   | 7   | 3   | 16 Sitze |
| 2004 | 6   | 7   | 3   | 16 Sitze |

- FWG = Freie Wählergruppe Olsbrücken-Frankelbach e. V.

### Ortsbürgermeister
Benjamin da Silva Moreira (FWG) wurde am 28. August 2024 Ortsbürgermeister von Olsbrücken. Bei der Direktwahl am 9. Juni 2024 hatte er sich mit einem Stimmenanteil von 50,9 % gegen den bisherigen Amtsinhaber durchgesetzt.
| Amtszeit  | Name                      | Partei |
| --------- | ------------------------- | ------ |
| 1981–1989 | Arthur Hesch              | CDU    |
| 1989–2004 | Gerhard Klein             | SPD    |
| 2004–2008 | Regina Hill               | SPD    |
| 2008–2019 | Peter Hesch               | CDU    |
| 2019–2024 | Walter Schneck            | SPD    |
| seit 2024 | Benjamin da Silva Moreira | FWG    |

### Wappen
| Wappen von Olsbrücken | Blasonierung: „In Blau eine zweibogige gemauerte silberne Brücke, darunter ein schwimmender silberner Aal.“                          |
| Wappen von Olsbrücken | Wappenbegründung: Das Wappen zeigt eine Brücke und einen Aal. Es symbolisiert die ursprüngliche Bedeutung des Ortsnamens Alsbrücken. |

## Kultur und Sehenswürdigkeiten

### Kulturdenkmäler

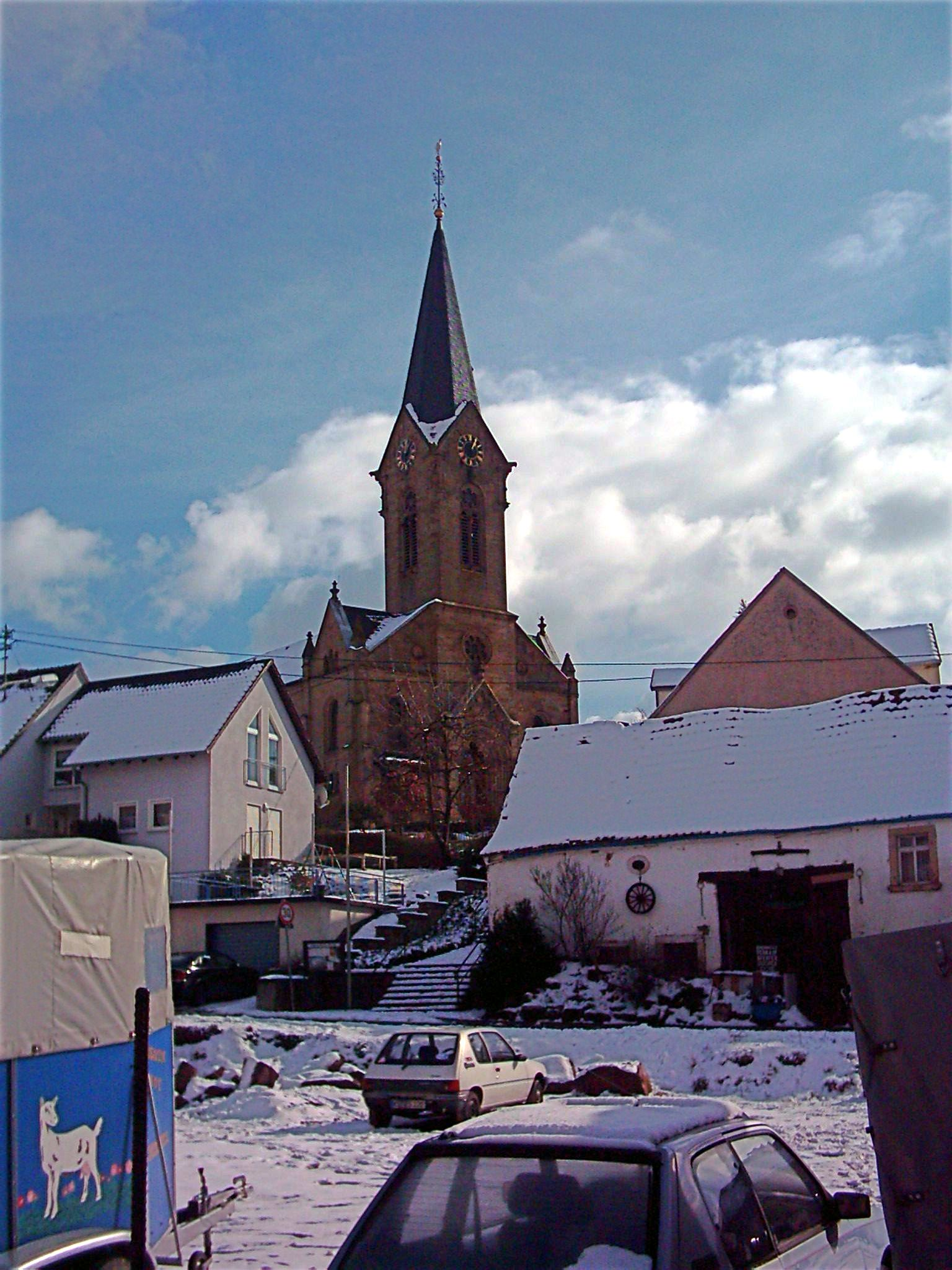
Denkmalgeschützte protestantische Kirche von Olsbrücken, Architekt: Ludwig Levy

Der jüdische Friedhof ist als Denkmalzone ausgewiesen.
Hinzu kommen insgesamt zehn Einzelobjekte, die unter Denkmalschutz stehen:
- Wasserbehälter (Olsbrücken)

### Natur
Vor Ort befinden sich insgesamt fünf Naturdenkmale.

## Wirtschaft und Infrastruktur

### Wirtschaft
Vor Ort befindet sich eine Filiale der Volksbank Lauterecken.

### Verkehr
Durch Eröffnung der Lautertalbahn Kaiserslautern–Lauterecken im Jahr 1883 erhielt die Gemeinde Anschluss an das Eisenbahnnetz. Der Olsbrücker Bahnhof befindet sich bereits auf der Gemarkung der Nachbargemeinde Frankelbach. Der Öffentliche Nahverkehr ist in den Verkehrsverbund Rhein-Neckar integriert.
Direkt durch die Gemeinde verläuft die Bundesstraße 270, die von Kaiserslautern über Wolfstein und Lauterecken nach Idar-Oberstein führt. Die Kreisstraße 27 stellt eine Verbindung nach Frankelbach her und die Kreisstraße 28 nach Niederkirchen. Die Gemeinde ist durch die A 6 (Anschlussstelle: Kaiserslautern-West) an das Autobahnnetz angebunden.

### Bildung
In Olsbrücken gibt es eine Grundschule und eine Gemeindebücherei.

### Tourismus

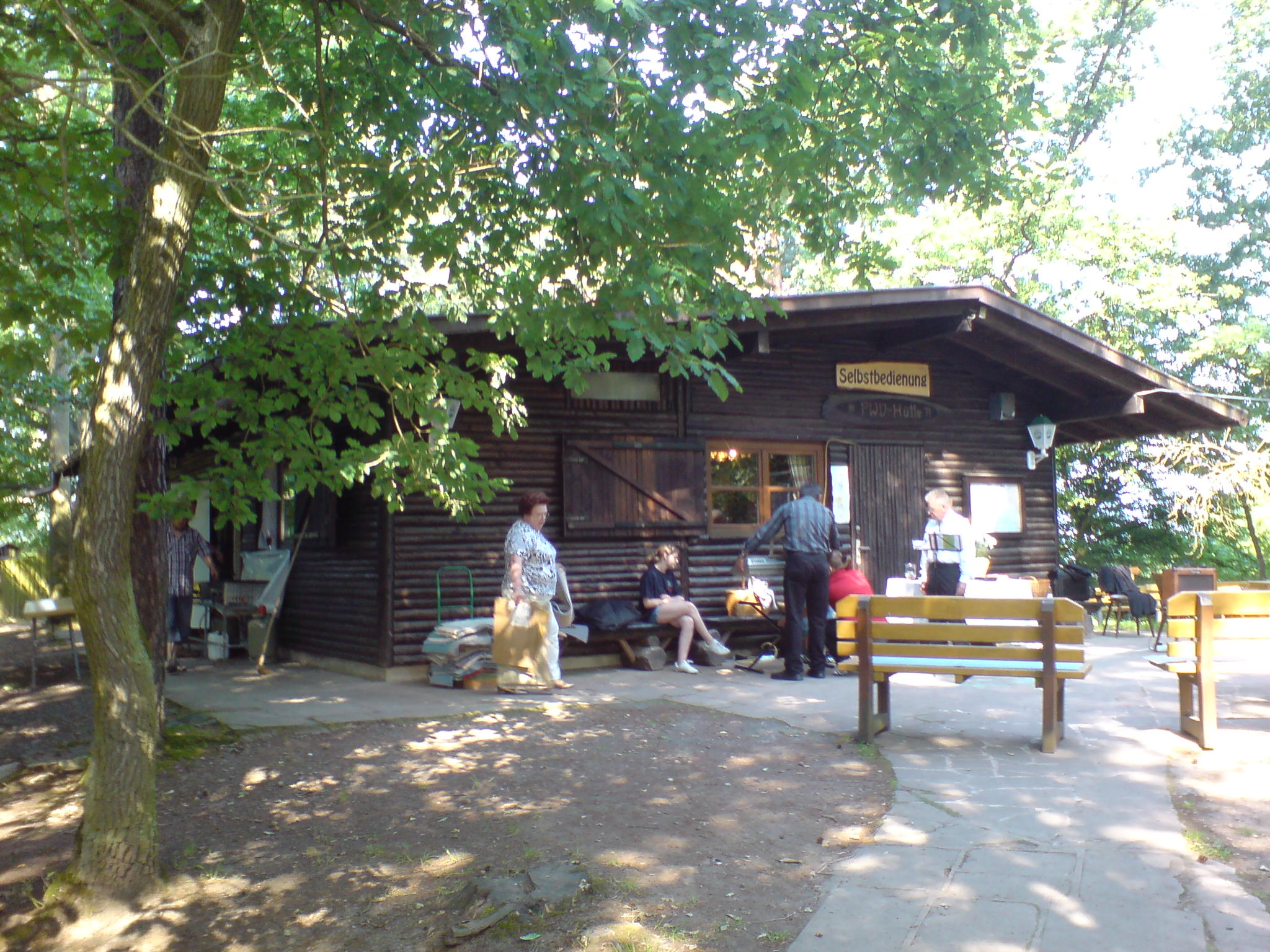
Hütte auf dem Oberberg

Seit 1971 befindet sich innerhalb der Gemeindegemarkung in der Gewanne Oberberg die Hütte auf dem Oberberg, die als Vereinsheim der Ortsgruppe des Pfälzerwald-Vereins dient. Mitten durch den Ort verläuft der Lautertal-Radweg, der Olsbrücken mit Kaiserslautern und Lauterecken verbindet. Darüber hinaus ist Olsbrücken Ausgangspunkt des Radwegs Lautertal – Moorbachtal – Glan-Blies.

## Persönlichkeiten

### Söhne und Töchter der Gemeinde
- Rudolf Henn (1880–1955), Bildhauer
- Hermann Bitz (* 1950), Fußballspieler

### Personen, die vor Ort gewirkt haben
- Laura Kloos  (* 1990), Singer-Songwriterin, wuchs in Olsbrücken auf
- Anne Rheinheimer (* 1993), Fußballspielerin, spielte in ihrer Jugend beim TuS Olsbrücken